# Commissaires résidents et gouverneurs des Îles Salomon
Les commissaires résidents et gouverneurs des Îles Salomon sont les postes représentant la Couronne britannique pendant le protectorat britannique sur les Îles Salomon (1893-1975) et la dépendance des Îles Salomon (1975-1978).

## Commissaires résidents des Îles Salomon (1896-1953)
Le commissaire résident est un subordonné du haut-commissaire des Territoires britanniques du Pacifique occidental.
| Portrait | Nom                            | Début mandat | Fin mandat       | Monarque                        |
| -------- | ------------------------------ | ------------ | ---------------- | ------------------------------- |
|          | Charles Morris Woodford        | 1896         | 1915             | Victoria Édouard VII George V   |
|          | Frederick Joshua Barnett       | 1915         | 1917             | George V                        |
|          | Charles Rufus Marshall Workman | 1917         | 1921             | George V                        |
|          | Richard Rutledge Kane          | 1921         | 1929             | George V                        |
|          | Francis Noel Ashley            | 1929         | 1939             | George V Édouard VIII George VI |
|          | William Sydney Marchant        | 1939         | 1943             | George VI                       |
|          | Owen Cyril Noel                | 1943         | 1950             | George VI                       |
|          | Henry Graham Gregory-Smith     | 1950         | 1er janvier 1953 | George VI Élisabeth II          |

## Gouverneurs des Îles Salomon (1953-1978)
À partir du 3 juillet 1952, les Fidji (et Tonga) se sont séparés des Territoires britanniques du Pacifique occidental. Un nouveau haut-commissaire est nommé, qui restera temporairement en poste aux Fidji, avant de se déplacer à Honiara, puis dans les Îles Salomon britanniques fin 1952.
À partir du 1er janvier 1953, le poste de gouverneur des Îles Salomon est créé et est combiné à celui de haut-commissaire.
| Portrait | Nom                  | Début mandat   | Fin mandat     | Monarque     |
| -------- | -------------------- | -------------- | -------------- | ------------ |
|          | Robert Stanley       | 3 juillet 1952 | Juillet 1955   | Élisabeth II |
|          | John Gutch           | Juillet 1955   | 4 mars 1961    | Élisabeth II |
|          | David Trench         | 4 mars 1961    | 16 juin 1964   | Élisabeth II |
|          | Robert Sidney Foster | 16 juin 1964   | 1968           | Élisabeth II |
|          | Michael Gass         | 6 mars 1969    | 1973           | Élisabeth II |
|          | Donald Luddington    | 1973           | 1976           | Élisabeth II |
|          | Colin Allan          | 1976           | 7 juillet 1978 | Élisabeth II |